# Мильковский, Александр Григорьевич
Алекса́ндр Григо́рьевич Милько́вский (род. 1963, Корсунь-Шевченковский, Черкасская область) — российский специалист в области ракетно-космической техники, Генеральный директор ФГУБ КБ «Арсенал» имени М. В. Фрунзе; начальник 4-го центрального научно-исследовательского института Министерства обороны Российской Федерации (1.9.2010 — 13.10.2013).

## Биография
Александр Григорьевич Мильковский родился в городе Корсунь-Шевченковский в 1963 году.
Полковник в отставке.

### Образование
- Харьковское высшее военное командно-инженерное училище
  - Закончил с отличием;
- адъюнктура 30 Центрального научно-исследовательского института:
  - авиационная и космическая техника.

Кандидат технических наук, доцент.

### Карьера
- 1.9.2010—13.10.2013 — начальник 4-го центрального научно-исследовательского института Министерства обороны Российской Федерации.
- 01.06.2016—01.02.2017 — и. о. Генерального директора ФГУП КБ «Арсенал»;
- с 1 февраля 2017 года — Генеральный директор ФГУП КБ «Арсенал» имени М. В. Фрунзе.

## Награды
- медаль ордена «За заслуги перед Отечеством» II степени;
- знак отличия «За безупречную службу» XXX лет (на георгиевской ленте).